# 塔里敦 (佛羅里達州)
塔里敦（英語：Tarrytown）是位於美國佛羅里達州薩姆特縣的一個非建制地區。該地的面積和人口皆未知。

## 地理
塔里敦的座標為28°33′17″N 82°03′16″W / 28.55472°N 82.05444°W，而該地的平均海拔高度為27米（即89英尺）。